# Johann Ambrosius Bach
Johann Ambrosius Bach (24 de febrer de 1645 - 24 de febrer de 1695) va ser un músic alemany, i el pare de Johann Sebastian Bach.
Fill de Christoph Bach, Ambrosius va néixer el 24 de febrer de 1645 a Erfurt, Alemanya, i era germà bessó de Johann Christoph Bach (1645-1693). Es diu que eren tan semblants que ni les seves dones no els podien distingir. Sabia tocar diversos instruments, i va treballar com a violinista i violista a la seva ciutat natal, Erfurt. El 1671 va trobar feina com a músic local a Eisenach, Turíngia, i després també va ser trompetista de la ciutat. El 1684 va sol·licitar al Consell Municipal que se li permetés deixar el seu càrrec per anar a treballar a la ciutat que el va veure néixer, Erfurt, però li va ser denegada la sol·licitud.
Es va casar amb Maria Elisabetha Lämmerhirt a la Kaufmannskirche l'1 d'abril de 1668 i amb ella va tenir vuit fills. A la mort de la seva esposa, va tornar a casar-se. Dels vuit fills, quatre van ser músics. Els més destacats són:
- Johann Christoph Bach (1671-1721)
- Johann Jacob Bach
- Johann Sebastian Bach

No se sap si Johann Sebastian va rebre ensenyaments musicals del seu pare. Tampoc sabem si Johann Ambrosius va compondre alguna cosa, ja que no es conserva cap obra d'ell. Va morir a Eisenach el 24 de febrer de 1695, dia del seu aniversari; feia 50 anys.